# Сирет

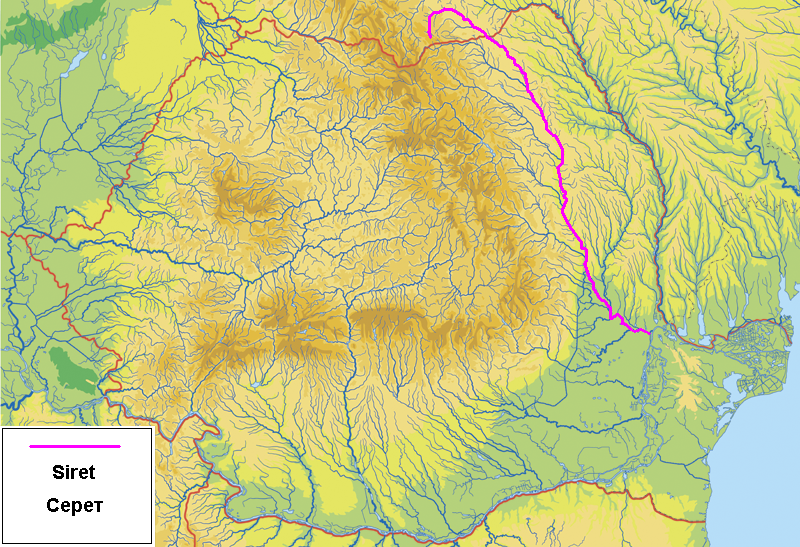
Река Сирет на карте

Сире́т (Серет, укр. Серет, рум. Siret) — левый приток Дуная. Длина — 726 км, площадь водосбора — 44 тысячи км².
Начало берёт в Буковинских Карпатах. В горной части течёт по территории Украины (115 км), далее — Румынии. Впадает в Дунай в южной части города Галац.
Наиболее значительные притоки: Сучава, Малый Сирет (главный приток на территории Украины), Молдова, Бистрица, Тротуш, Путна и Бузеу справа и Бырлад слева. Ледостав — с конца декабря по февраль.
Используется для лесосплава, есть судоходный участок для малых судов.
На берегах или в непосредственной близости от реки расположены города Бакэу, Роман, Пашкани и другие.
В античности Сирет назывался др.-греч. Ἱέρασος, лат. Hierasus, Gerasus, что является фракийским языковым реликтом и может означать «ястребиный или обильный особым видом травы». У устья Сирета находилось древнее поселение Диногеция.